# Асака (Узбекистан)
Асака́ (узб. Asaka / Асака) — город районного подчинения, административный центр Асакинского района Андижанской области Узбекистана. Население города — около 107 000 жителей.
Город расположен на берегах канала Шахрихансай, на высоте 495 метров над уровнем моря, в 16 км от областного центра. Крупнейший промышленный город Андижанской области. Через город проходят: автомобильная дорога Андижан — Фергана — Маргилан, линия железной дороги Андижан — Коканд (железнодорожная станция Асака).

## Этимология названия
Согласно версии профессора Т. Ширинова происхождение названия города связано с племенами саков, которые проживали в Ферганской долине в VI—V веках до н. э., в некоторых источниках эти племена называют «ассакены», от «асвака» — лошадь, «ас-сака» — всадники.
Археолог Б. Матбабаев также предполагает, что название местности связано с лошадьми, при археологических раскопках были обнаружены изображения лошадей на камнях, найденных в восточной части Ферганской долины, им также была выдвинута гипотеза о том, что в этих местах было развито племенное коневодство. Учёный-топонимист С. Караев подтверждает это предположение, отмечая, что монгольское название кишлака Ахтачи Асакинского района означает конный лекарь, коневод. На основании этих исследований при праздновании 60-летия города в 1997 году на въезде в город со стороны Андижана была установлена символическая статуя коня.
С начала первого письменного упоминания и после завоевания Средней Азии Российской империей название города  употреблялось в его киргизской форме — Ассаке, с традиционным в этом случае удвоением «с». В советский период истории город утратил своё историческое название, которое было вновь возвращено ему после получения Узбекистаном независимости, но теперь уже в узбекской форме — Асака.

## История
Многочисленные археологические находки на территории современного Асакинского района, указывают на то, что данная местность была издавна обжита человеком. На территории района находятся тринадцать археологических памятников, входящих в список «Объектов материального культурного наследия Узбекистана республиканского значения», старейший из которых Мозортепа относится к III—I вв до н.э.

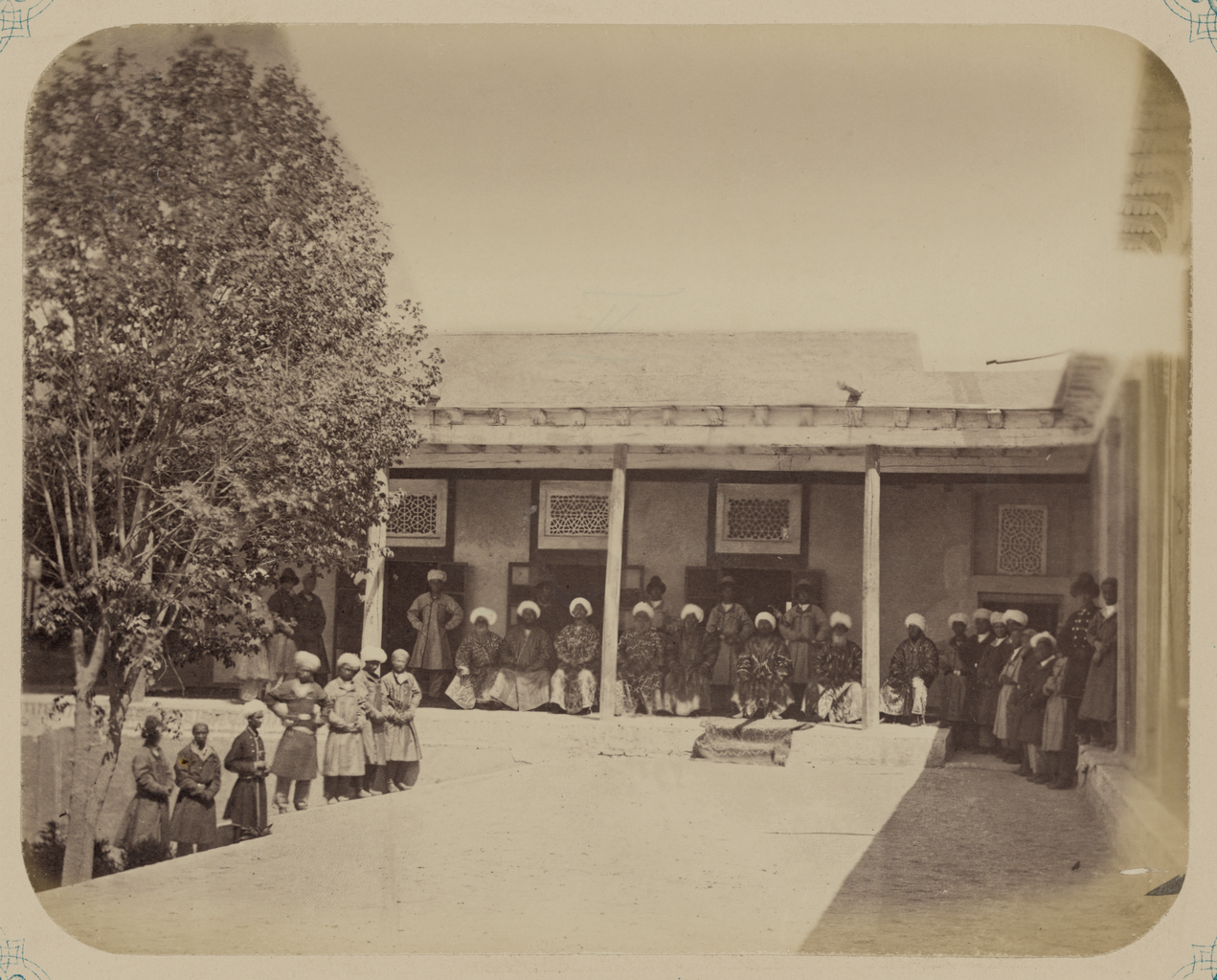
Кокандское ханство. Торжественный прием в ханском дворце в городе Ассаке (между 1862 и 1872). Фотограф Кун А. Л.

Впервые упоминается в работах историка XIX века Аваза Мухаммада Аттора — «История мира» и «История Коканда», в которых он сообщает, что Худояр-хан построил на территории Ассаке крепость и дворец. Большое значение в развитии города имело окончание строительства канала Шарихансай в конце XVIII века.
В июне 1862 года в ходе гражданской войны в Коканде произошла битва у Ассаке между войсками Алымкула и Худояр-хана, закончившаяся поражением последнего. К концу 1862 года Алымкулу удалось собрать значительные силы в 40 000 человек из числа ошских, араванских, алайских кыргызов и кыпчаков. Он обложил население Андижана и окрестных селений Балыкчи, Кувы, Ассаке, Шахрихана, Оша, Пайтуга дополнительными податями и собрал значительные средства. После многомесячной борьбы Алымкулу удалось захватить Маргилан, после чего он выдвинулся на Коканд. Районы Кокандского ханства на территории которых происходили эти события были разорены, погибло большое число людей.
В 1898 году кишлак Ассаке, становится центром так называемого «Андижанского восстания», после подавления которого дома местных жителей, участвовавших в бунте были разрушены на всём протяжении выступления и отданы под застройку русским переселенцам. На части этих земель было основано Русское село. Эти жесточайшие меры предпринятые царским правительством, на долгое время парализовали волю жителей Ферганской долины к сопротивлению против Российской империи.
В 1899 году через селение прошла часть строившейся железной дороги Ташкент — Андижан. После этого в селение стали переселяться европейцы, русские и местное зажиточное население. В начале XX века население Асака составляло около 2 000 человек. Были построены хлопкоочистительный завод и масложиркомбинат, основная часть местного населения занималась ремесленничеством.
В советское время посёлок Ассаке получает название Зеленск, в честь И. А. Зеленского, который в 1924—1931 годах возглавлял Среднеазиатское бюро ЦК ВКП(б). После ареста Зеленского в 1937 году, переименован в Ленинск, в том же году получил статус города.
В 1946 году в городе была построена авторемонтная мастерская, на территории масложиркомбината заработала тепловая электростанция. После начала разработок Андижанского и Палванташского нефтяных месторождений, а также Ходжаабадского газового месторождения в Ленинске начинается стремительный рост промышленности, строятся склады для снабжения месторождений специальным оборудованием и техникой. В 1947 году проложен газопровод Палванташ — Ленинск. С 1960-х годов городские промышленные предприятия стали специализироваться на переработке сельскохозяйственной продукции. В период с 1970 по 1990 годы были построены текстильное предприятие (сейчас акционерное общество «Асакатукимачи»), хлопкоочистительные заводы, электротехнические и авторемонтные предприятия.

### В независимом Узбекистане
В 1991 году городу возвращено его историческое название, но в узбекской форме Асака.
Дальнейшая история города неразрывно связана со строительством в Асаке завода по производству автомобилей UzDaewoo, которое началось в 1994 году и было завершено через два года. 19 июля 1996 года прошла торжественная церемония открытия с участием президента Узбекистана Ислама Каримова и президента корпорации Daewoo Ким Уджуна. На сегодняшний день завод является градообразующим предприятием, его доля в промышленном производстве города составляет 92,3%, а в масштабах Андижанской области — 55,2%.
19 ноября 2010 года территория города была объединена с территорией Асакинского района Андижанской области, город Асака стал городом районного подчинения, центром вновь образованного Асакинского района.
В 2020 году в Асакинском районе началось строительство жилого массива «Asaka City». Под строительство была выделена земля площадью 45 га на территории махалли Чек. Проект стоимостью около 100 миллионов долларов реализует компания «Узавтосаноат».

## География
Город Асака расположен в Ферганской долине на берегах канала Шахрихансай, на высоте 495 метров над уровнем моря, в 16 км от областного центра, города Андижана. В черте города находится главная распределительная плотина Шахрихансая, откуда вода направляется в канал Ахунбабаева, водоотводный канал Асака и несколько оросительных каналов.
Через город проходят автомобильная дорога Андижан — Фергана — Маргилан, линия железной дороги Андижан — Коканд, а в его черте находится железнодорожная станция Асака.

### Климат
В Асаке семиаридный климат, среднегодовая температура составляет 15.5 °C. В течение года выпадает незначительное количество осадков, среднегодовая норма составляет — 384 мм. Самый засушливый месяц — август, наибольшее количество осадков выпадает в апреле.
| Показатель                                                                            | Янв. | Фев. | Март | Апр. | Май  | Июнь | Июль | Авг. | Сен. | Окт. | Нояб. | Дек. |
| ------------------------------------------------------------------------------------- | ---- | ---- | ---- | ---- | ---- | ---- | ---- | ---- | ---- | ---- | ----- | ---- |
| Средний суточный максимум, °C                                                         | 5,8  | 8,7  | 15,7 | 21,9 | 28,4 | 34,3 | 36,9 | 35,7 | 30,5 | 21,9 | 13,1  | 6,6  |
| Средняя температура, °C                                                               | 0,9  | 3,5  | 9,8  | 15,8 | 21,7 | 27,2 | 30,0 | 28,7 | 23,4 | 15,3 | 7,7   | 1,9  |
| Средний суточный минимум, °C                                                          | −2,9 | −1,2 | 3,7  | 8,9  | 14,0 | 18,4 | 21,4 | 20,7 | 15,9 | 9,1  | 3,0   | −1,9 |
| Норма осадков, мм                                                                     | 26   | 37   | 50   | 57   | 50   | 31   | 13   | 9    | 12   | 28   | 35    | 36   |
| Источник: Климатические данные городов по всему миру. Дата обращения: 1 августа 2024. |      |      |      |      |      |      |      |      |      |      |       |      |

## Население
| 1939   | 1959    | 1970    | 1979    | 1989    | 2017     |
| ------ | ------- | ------- | ------- | ------- | -------- |
| 11 848 | ↗20 416 | ↗28 473 | ↗33 870 | ↗42 978 | ↗107 400 |

## Промышленность
Асака является центром автомобилестроительной промышленности Узбекистана, крупнейшим промышленным городом Андижанской области.
Основное предприятие города — завод «УзАвто моторс», расположен на площади в 72 га, производственные площади составляют 192 тысячи кв. м., производственная мощность 330 000 автомобилей в год. Завод производит 8 моделей легковых автомобилей под брендом «Chevrolet». На 1 июля 2024 года количество персонала автопредприятия составляло 15 854 человек.
В городе также находятся совместное предприятие «УзДонг-Вонг», производящее комплектующие для завода «УзАвто моторс», совместное узбекско-итальянское предприятие «ФАМ» по выпуску макаронных изделий. Всего в Асаке работает 12 крупных промышленных предприятий, более 510 малых и средних частных фирм (2000).

## Образование и культура
В городе 10 общеобразовательных школ, гимназий, академических лицеев и колледжей, в которых обучается более 12 тысяч учащихся. В 2000 году был построен и начал действовать профессиональный колледж бытового обслуживания. 22 детских дошкольных учреждения и яслей. 4 больницы, медицинский центр, поликлиника и амбулатория.
Из культурных и спортивных объектов, в городе функционируют 2 кинотеатра, дом культуры, 2 клуба, 15 библиотек, 3 стадиона. Парк культуры и отдыха имени Тошкенбая Эгамбердиева. Печатное издание — газета «Вечерняя Асака».

### Театр
Театр города Асака был основан в 1932 году на базе любительской молодежной труппы «Синяя рубашка». С 1935 по 1939 годы назывался областным музыкально-драматическим театром. В разное время в труппу театра входили: режиссёр Зулунбек Мамадалиев; музыкальные руководители — Ганижон Тошматов, Юсуфжон Дададжонов, Кахрамон Йулчиев, Гуломжон Рузибоев; актёры — Мамануркори Долихужаев, Абдураим Маткаримов, Халимахон Дадажонова; певцы — Турсунхон Акбарова, Ойшахон Усмонова, Хабибахон Охунова, Турсунбой Юсупов; танцоры — Ширмонхон Газиева, Ойдын Акбарова и другие. В репертуар театра входили такие классические сценические произведения, как «Халима», «Нурхан», «Гульсара», «Фархад и Ширин».
В 1939 год коллектив театра был расформирован. В первые послевоенные годы театр был сформирован заново и работал в клубе «Нефтяник». В 1959 году театр был преобразован в «Народный театр».

### Достопримечательности
На территории города находятся несколько объектов культурного наследия Узбекистана:
- Мечеть Тиллахон (1880)
- Мечеть Ахмадали Махдума (1939)
- Мечеть Холида ибн Валида (2004)
- Здание бани (1932)
- Здание Краеведческого музея (1944)
- Мемориал памяти погибших в Великой Отечественной войне (1966)
- Мемориальная аллея Гулама Якубова (1977)
- Символический знак на въезде в город — статуя коня (2000)[6].

Мавзолей на могиле Ходжи Абдуллы Тугдара, местночтимого святого.